# Oncholaimus paraegypticus
Oncholaimus paraegypticus är en rundmaskart som beskrevs av Mawson 1956. Oncholaimus paraegypticus ingår i släktet Oncholaimus och familjen Oncholaimidae. Inga underarter finns listade i Catalogue of Life.